# Priopus fleutiauxi
Priopus fleutiauxi is een keversoort uit de familie kniptorren (Elateridae). De wetenschappelijke naam van de soort is voor het eerst geldig gepubliceerd in 1934 door Van Zwaluwenburg. De soort werd genoemd naar de Franse entomoloog Edmond Fleutiaux.